# Sennar-Expedition (1883)
 Aba – Dschebel Gedir I – Sennar I – Dschebel Gedir II – al-Ubayyid I – al-Ubayyid II – Sennar II – Sinkat – El Teb I – Scheikan – El Teb II – El Teb III – Tamanieh – Khartum – Abu Klea – Gallabat – Toski – Firket – Atbara – Omdurman – Umm Diwaykarat
Die Sennar-Expedition von 1883 war ein Feldzug der Ägypter gegen mahdistische Aufstände in der Provinz Sennar.

## Vorgeschichte
Carl Giegler, der für wenige Monate geschäftsführend das Amt des Generalgouverneurs (hikimdar) der ägyptischen Sudan-Provinzen übernahm, gelang es die pro-mahdistischen Rebellen in der Dschazira-Ebene angeführt von Amir wad Umar al-Makaschif und Ahmad Taha in einer vom April bis Juni 1882 andauernden Expedition zu besiegen. Der Bruder von Amir al-Makaschif, Ahmad wad Umar al-Makaschif, der sich dem Lager von Muhammad Ahmad anschloss, wurde darauf entsandt die Rebellion in dieser Region wieder zu entfachen. Von Kordofan zog Ahmad al-Makaschif mit seinen Kriegern nach Dueim. Nachdem die Eroberung der Stadt misslang, setzte er sich bei al-Sabil, nördlich der Stadt Sennar, fest und bedrohte das Dorf Ibud. Eine weitere Bedrohung ging vom faki Fadl Allah wad Karrif aus, der sich dem Mahdi-Aufstand anschloss und im Westen der Dschazira-Ebene mit einigen Fadniya-Araber revoltierte. Eine ägyptische Expedition aus al-Kawwa wurde von Fadl Allah Mitte Dezember 1882 geschlagen. Im Mai 1882 übernahm Abd al-Qadir Pascha das Amt des Generalgouverneurs der ägyptischen Sudan-Provinzen. Nachdem die ersten Verstärkungen aus dem Kernland Ägyptens Ende 1882 in Khartum eingetroffen waren, entschloss sich Abd al-Qadir einen Feldzug in die Provinz Sennar anzuführen, um den Rebellionen in dieser Region ein Ende zu bereiten.

## Verlauf
Am 2. Januar verließ Abd al-Qadir mit einem Dampfschiff Khartum auf dem Weißen Nil. Auf seinem Weg machte er einige Zwischenstationen und hielt Gespräche mit lokalen Notabeln, um diese zu überzeugen die lokale Bevölkerung zur Regierungstreue aufzurufen. In Ibud richtete Abd al-Qadir sein Hauptquartier ein. Er ließ Salih Agha al-Mak, Militärkommandeur der Stadt Sennar, mit einem Bataillon bestehend aus irregulären Soldaten und Reiter der Shukriya-Araber, einem Bataillon aus al-Shawwal und einem Bataillon aus Khartum sich dort ansammeln. Währenddessen konzentrierte Fadl Allah wad Karrif seine ca. 10.000 bis 12.000 Krieger um das Dorf Matuq im Osten der Dschazira-Ebene und bedrohte damit Ibud. Nachdem alle Bataillonen Ibud erreichten, zog Abd al-Qadir am 27. Januar nach Matuq, wo seine Truppen bei einem Wald einen Angriff von einer Vorhut von Fadl Allahs Kriegerhorde abwehren konnten. Danach trennte sich die Horde: der eine Teil versammelte sich in Quz Abu Jima (südlich von al-Kawwah) und der andere in Matuq. Abd al-Qadir besiegte die Rebellen in Matuq und zog dann nach al-Kawwah. 
Auf dem Weg wurde die ägyptische Expeditionsstreitkraft durch zwei Bataillone aus al-Qarrasah unter dem Befehl von Husain Bey Mazhar verstärkt. In al-Kawwah angekommen befahl Abd al-Qadir Husain Bey die Rebellen in Quz Abu Jima anzugreifen und den drei anderen nach Wad Madani ziehen. Abd al-Qadir wollte das am Blauen Nil gelegene Wad Madani vom am Weißen Nil gelegene al-Kawwah über Khartum mit dem Dampfschiff erreichen. Angekommen in Khartum verzögerte sich seine Weiterreise aber, da diese von der ägyptischen Regierung anfänglich nicht genehmigt wurde. Husain Bey derweil brach den Angriff auf die Rebellen in Quz Abu Jima ab, da er seine Truppen für unterlegen hielt und forderte Verstärkungen von 2 Bataillonen an. Fadl Allah wad Karrif wurde später irgendwann im Jahr 1883 durch Muhammad Bey Islam al-Albani besiegt und getötet.
Im Februar konnte Abd al-Qadir Khartum verlassen. In Wad Madani waren die drei Bataillone mit einer Gesamtstärke von 2.400 Mann, 600 Irreguläre und Reiter der Shukriya-Araber, angeführt durch Awad al-Karim Pascha Ahmad abu Sin, versammelt. Am 22. Februar zog Abd al-Qadirs Expeditionsstreitkraft für Sennar aus. Die Kriegerhorde von Ahmad al-Makaschif (ca. 10.000 bis 12.000 Mann stark) war in Mushra al Dai, ein Platz ca. 35. km nördlich von Sennar am Blauen Nil, versammelt. Am 24. Februar kam es dort zu Schlacht, bei der die Rebellen besiegt wurden. Die Rebellen verloren dabei 2.000 Mann, während die Ägypter lediglich 27 Verletzte zu beklagen hatten. Danach spaltete sich die Rebellenarmee: Ahmad al-Makaschif zog mit einem Teil nach Westen nach Saqadi Moya, während der Rest nach Süden nach Karkuj zog. Die ägyptische Expeditionsstreitkraft erreichte Sennar am Folgetag. Salih Agha al-Mak vernichtete mit 1.200 Irregulären am 4. März die Rebellenarmee bei Saqadi Moya, tötete dabei 547 Rebellen. Die Ägypter hatten lediglich 2 Verwundete zu beklagen. Abd al-Qadir besiegte die Rebellenarmee bei Karkuj und verblieb in dieser Region, bis er von seiner Abberufung als Generalgouverneur erfuhr, worauf er den Sudan über Khartum für Ägypten verließ.

## Folgen
Trotz der Erfolge der Expedition war Ahmad al-Makaschif noch nicht gänzlich besiegt. Nach kurzer Zeit sammelte er seine Kräfte und bedrohte die Garnisonen am Weißen Nil. In einer weiteren Expedition, diesmal angeführt durch William Hicks, wurde Ahmads Armee bei al-Marabi am 29. April 1883 endgültig besiegt, wobei Ahmad sein Leben verlor. Nach der Eroberung von Khartum im Januar 1885 durch die Mahdisten, schickte Muhammad Ahmad seinen Onkel Muhammad bin Abd al-Karim zur Eroberung der Stadt Sennar aus. Dessen Belagerung und Sturmversuche scheiterten. Muhammad Ahmad entsandte darauf seine Hauptarmee mit seinen fähigsten Generälen, darunter Wad al-Najumi und Abu Qarja. Angesichts der hoffnungslosen Lage kapitulierte die ägyptische Garnison noch vor Ankunft der Kriegerhorde im August 1885 und Sennar wurde ein Teil des Mahdi-Reichs, das bis 1899 bestand.